# Alessandro Canestrari
Alessandro Canestrari (Marano Lagunare, 10 agosto 1915 – Verona, 15 febbraio 2006) è stato un politico e partigiano italiano.
Dopo l'Armistizio aderì alla Resistenza organizzando squadre partigiane nel Veronese; arrestato ed internato a Bolzano, venne liberato alla fine della guerra. Fu insignito di medaglia di bronzo al Valore Militare. Dal 1958 al 1976 fu eletto deputato nelle file della Democrazia Cristiana per quattro legislature. Fu anche sottosegretario di Stato al Lavoro e Previdenza Sociale nel Governo Leone II e sottosegretario alle Poste e Telecomunicazioni nel Governo Andreotti II coadiuvando col Ministro senza portafoglio Giorgio Bergamasco nei rapporti con il Parlamento.